# Zimowe igrzyska paralimpijskie

Flaga paraolimpijska

Logo igrzysk paraolimpijskich i Międzynarodowego Komitetu Paraolimpijskiego.

Zimowe igrzyska paraolimpijskie – międzynarodowe zawody sportowe organizowane co 4 lata przez Międzynarodowy Komitet Paraolimpijski. Należą do największych i najbardziej popularnych zawodów sportowych dla niepełnosprawnych na świecie. Zwycięstwo odniesione podczas igrzysk uznawane jest przez sportowców większości dyscyplin za najbardziej prestiżowe osiągnięcie.

## Historia
| Zimowe igrzyska paraolimpijskie | Zimowe igrzyska paraolimpijskie | Zimowe igrzyska paraolimpijskie | Zimowe igrzyska paraolimpijskie |
| ------------------------------- | ------------------------------- | ------------------------------- | ------------------------------- |
| Rok                             | IP                              | Miasto                          | Państwo                         |
| 1976                            | I                               | Örnsköldsvik                    | Szwecja                         |
| 1980                            | II                              | Geilo                           | Norwegia                        |
| 1984                            | III                             | Innsbruck                       | Austria                         |
| 1988                            | IV                              | Innsbruck                       | Austria                         |
| 1992                            | V                               | Albertville                     | Francja                         |
| 1994                            | VI                              | Lillehammer                     | Norwegia                        |
| 1998                            | VII                             | Nagano                          | Japonia                         |
| 2002                            | VIII                            | Salt Lake City                  | Stany Zjednoczone               |
| 2006                            | IX                              | Turyn                           | Włochy                          |
| 2010                            | X                               | Vancouver                       | Kanada                          |
| 2014                            | XI                              | Soczi                           | Rosja                           |
| 2018                            | XII                             | Pjongczang                      | Korea Południowa                |
| 2022                            | XIII                            | Pekin                           | Chiny                           |
| 2026                            | XIV                             | Mediolan-Cortina d’Ampezzo      | Włochy                          |

## Dyscypliny
- Narciarstwo alpejskie
- Hokej na siedząco
- Narciarstwo klasyczne
  - Biathlon
  - Biegi narciarskie
- Curling na wózkach